# Yōko Sakaue
Yōko Sakaue (jap. 坂上洋子 Sakaue Yōko; * 29. August 1968 in der Präfektur Nagasaki) ist eine ehemalige japanische Judoka. Sie war 1992 Olympiadritte im Schwergewicht.

## Sportliche Karriere
Die 1,63 m große Yōko Sakaue gewann bei den Asienmeisterschaften 1988 eine Bronzemedaille in der offenen Klasse. Beim Weltcup-Turnier in Paris belegte sie 1990 den dritten Platz. Zwei Jahre später erreichte sie das Finale von Paris und unterlag dort der Kubanerin Estela Rodríguez.
Bei der olympischen Premiere im Frauenjudo 1992 in Barcelona besiegte sie in der ersten Runde die Brasilianerin Edilene Aparecida durch Kampfrichterentscheid (yusei-gachi). Im Achtelfinale bezwang sie Colleen Rosensteel aus den Vereinigten Staaten durch Ippon nach 1:37 Minuten. In der nächsten Runde schlug sie die Deutsche Claudia Weber nach 2:57 Minuten und erreichte damit das Halbfinale. Dort unterlag sie der Chinesin Zhuang Xiaoyan nach 3:40 Minuten. Den Kampf um eine Bronzemedaille gewann sie gegen die Polin Beata Maksymow nach 2:40 Minuten.